# Robotniczy trap
Robotniczy trap – singel polskiego rapera Young Igiego oraz rapera Żabsona z albumu studyjnego Amfisbena. Singel został wydany w marcu 2022 roku. Tekst utworu został napisany przez Igora Ośmiałowskiego i Mateusza Zawistowskiego.
Nagranie otrzymało w Polsce status podwójnej platynowej płyty w 2023 roku.
Singel zdobył ponad 9 milionów wyświetleń w serwisie YouTube (2023) oraz ponad 18 milionów odsłuchań w serwisie Spotify (2023).

## Nagrywanie
Utwór został wyprodukowany przez Dokkeytino. Tekst do utworu został napisany przez Igora Ośmiałowskiego i Mateusza Zawistowskiego.

## Twórcy
- Young Igi, Żabson – słowa[1]
- Igor Ośmiałowski, Mateusz Zawistowski – tekst[1]
- Dokkeytino – produkcja[1]

## Certyfikaty
| Kraj          | Certyfikat         |
| ------------- | ------------------ |
| Polska (ZPAV) | 2× platynowa płyta |